# Трипалладийгептапразеодим
Трипалладийгептапразеодим — бинарное неорганическое соединение
палладия и празеодима
с формулой Pr7Pd3,
кристаллы.

## Получение
- Сплавление стехиометрических количеств чистых веществ:

{\displaystyle {\mathsf {3Pd+7Pr\ {\xrightarrow {T}}\ Pr_{7}Pd_{3}}}}

## Физические свойства
Трипалладийгептапразеодим образует кристаллы
гексагональной сингонии,
пространственная группа P 63mc,
параметры ячейки a = 1,0176 нм, c = 0,6415 нм, Z = 2,
структура типа гептаторийтрижелеза Fe3Th7
.
При температуре 1,7 К происходит антиферромагнитный переход .